# Jeyran (1831–1860)
Jeyran, född 1831, död 1860, var gemål till den persiska monarken Nassredin Shah.
Hon var konkubin och från 1851 gift med sultanen. Hon utövade stort inflytande över regeringen som monarkens favorithustru, och omtalades för sin djärvhet och normbrytande beteende, då hon älskade att jaga klädd som man. Deras relation har blivit en berömd kärlekssaga i persisk fiktion. Hon hamnade i konflikt med sin svärmor Malek Jahan Khanom på grund av sitt inflytande. Hon fick 1857 sin son utsedd till tronföljare, men han avled kort därpå. Hon efterträddes som favorit av sin tjänare Anīs-al-dawla.